# オープンソースソフトウェア運動
オープンソースソフトウェア運動（オープンソースソフトウェアうんどう、英: open-source software movement）とは、より広範な概念であるオープンコラボレーションの一環として、一部またはすべてのソフトウェアに対してオープンソースライセンスの使用を支持する社会運動である。オープンソース運動は、オープンソースソフトウェアの概念・思想を広めるために始まった。
オープンソース運動の理念を支持するプログラマは、ソフトウェア開発のために自発的にプログラムコードを書き、交換することによってオープンソースコミュニティに貢献する。オープンソースという用語は、編集されたコードを共有する際にいかなる集団も差別せず、再編集することを妨げてはならないことを要求している。このソフトウェア開発手法により、誰でもオープンソースコードを取得し、修正することが可能となる。これらの修正は、ソフトウェアに関与するオープンソースコミュニティ内の開発者たちに還元される。この方法により、コード修正に関与したすべての個人が明らかにされ、コードの変遷が時間とともに記録される。この方法では特定のコードの所有権を確立することが困難であるが、オープンソース運動の理念に沿ったものである。オープンソース運動の目標として、高品質なプログラムの生産を促進するとともに、同様の志を持つ他者と協力してオープンソース技術を向上させることを推進している。

## 略歴
オープンソースという用語は、自由ソフトウェア運動に属する人々がカリフォルニア州パロアルトで開催した戦略会議において、ネットスケープ・コミュニケーションズがNetscape Navigatorのソースコードを公開することを1998年1月に発表したことを受けて創案・採用されたものである。この用語を使用する理由の一つは、「ビジネス界が通常、自由な技術の導入を妨げようとすることにある」ためであった。この用語を採用した人々は、Navigatorのソースコード公開に先立ち、「自由ソフトウェア」という言葉に付随するイデオロギー的・対立的な意味合いから解放される機会を得た。その後1998年2月、ブルース・ペレンスとエリック・レイモンドは、文化史上の転換点における「教育、提唱、管理」を目的とする組織としてOpen Source Initiative（OSI）を設立した。

### 進化
当初、ハードウェアとソフトウェアの間に違いは存在せず、コンピュータのユーザとプログラマは同一人物であった。1952年にIBMによって最初の商業用電子コンピュータが導入された際、この機械は維持が難しく、非常に高価であった。これらのコンピュータを所有する上で問題となったのはソフトウェアであった。1952年、すべてのコンピュータ所有者が協力し、一連のツールを作成した。この協力グループはPACT（The Project for the Advancement of Coding techniques）と呼ばれた。この障害を乗り越えた後、1956年にアイゼンハワー政権はAT&Tが行う販売の種類に制限を課す決定を下した。しかし、発明者たちはコンピュータを大衆に普及させる新たなアイデアを開発し続けた。次のステップは、コンピュータをより手頃な価格にすることであり、これはさまざまな企業を通じて徐々に進展していった。続いて、複数のユーザーを収容できるソフトウェアを開発する必要があった。マサチューセッツ工科大学の計算センターは、最初期のシステムの一つであるCTSS（Compatible Time-Sharing System）を開発した。これはその後多くのシステムにとって基礎となり、現在「オープンソースソフトウェア運動」と呼ばれるものの礎を築いた。
オープンソース運動は、1980年代後半にリチャード・ストールマンによるGNUプロジェクトの立ち上げとともに始まった自由ソフトウェア運動から分岐したものである。ストールマンは、ソフトウェア開発において自由に共有されるソースコードの概念化において重要な役割を果たした人物としてコミュニティ内で認識されている。「自由ソフトウェア」という用語は、ソフトウェアの交換および改変の自由を意味している。自由ソフトウェア運動とオープンソース運動の両者は、ソースコードの自由な交換という見解を共有しており、そのため両運動はしばしばFOSS（Free and Open Software）またはFLOSS（Free/Libre Open-Source）コミュニティの一部として言及されることがある。
これらの運動は、ソフトウェアに対する見解において根本的な違いを有している。両グループを隔てる主な違いは、オープンソースソフトウェアとプロプライエタリソフトウェアとの関係性にある。しばしばマイクロソフトのようなプロプライエタリソフトウェアの製作者が、競争力を維持するためにオープンソースソフトウェアを支援する努力を行うことがある。オープンソースコミュニティのメンバーは、プロプライエタリソフトウェア製作者と共存する意志を持っており、ソフトウェアがオープンソースであるかどうかは実用性の問題であると考えている。
これに対して、自由ソフトウェアコミュニティのメンバーは、すべてのソフトウェアが言論の自由の一部であるとするビジョンを持っており、プロプライエタリソフトウェアは非倫理的かつ不当であると考えている。自由ソフトウェア運動は、プロプライエタリソフトウェアを非難する講演を通じてこの信念を公然と主張しており、コミュニティ全体として、プロプライエタリソフトウェアを支援することを拒否している。
これらの開発者には外的動機も存在する。ひとつは、プログラマがバグを修正したりプログラムを作成したりすると、それがオープンソース環境において他者の利益となることである。もうひとつは、プログラマが自ら興味を持ち楽しめる複数のプロジェクトに取り組めることである。オープンソースの世界でプログラミングすることは、就職機会やベンチャーキャピタルコミュニティへの参入にもつながり得る。これらはオープンソースプログラマがソフトウェアの創造と進歩を続ける理由の一部に過ぎない。
オープンソースに関する実際的な提言において類似点を共有していることを認識しつつも、自由ソフトウェア運動はオープンソース運動とは全く異なる存在であることを熱心に強調し続けている。自由ソフトウェア運動は、プロプライエタリソフトウェアに対して根本的に異なる態度を持っていると主張している。しかし、自由ソフトウェアコミュニティはオープンソースコミュニティを対立対象とは見なしていない。彼らの対立対象はプロプライエタリソフトウェアそのものである。

## 法的問題
オープンソース運動は多数の法的課題に直面してきた。オープンソース製品を管理する企業は、商標の保護に困難を抱えている。
例えば、「黙示的ライセンス」仮説の適用範囲は依然として不明確であり、オープンソースソフトウェアを用いて製造された製品の特許取得能力を損なう可能性がある。別の例としては、追加機能を有償で提供する企業に関するケースがある。オープンソースコードに類似した追加機能を作成するライセンシーは、特許訴訟から免責される可能性がある。
裁判「en:Jacobsen v. Katzer」において、原告は被告がソフトウェアの改変版に必要な帰属表示を記載しなかったとして、ライセンス違反で訴えた。被告はソフトウェア使用条件の遵守に関してArtistic Licenseを主張したが、帰属表示に関する文言によりこれが否定された。「Jacobsen v. Katzer」は、オープンソースソフトウェアが法的にプロプライエタリソフトウェアと同等であることを確立した。
マイクロソフトが独占禁止法違反で訴えられた裁判では、マイクロソフトに有効な競合相手が存在することを示すため、法廷でLinuxやオープンソースソフトウェアが提示され、Appleと同様に扱われた。
オープンソースプロジェクトに関与し、法的助言を必要とする者向けのリソースも存在する。Software Freedom Law Centerはオープンソースに関する法的問題の入門資料を提供している。また、『International Free and Open Source Software Law Review』は、自由ソフトウェアに関する問題について弁護士向けに査読済みの情報を提供している。

## 形式化
Open Source Initiative（OSI）は、オープンソース運動の形式化において重要な役割を果たした。OSIはエリック・レイモンドとブルース・ペレンズによって1998年2月に設立され、Debianフリーソフトウェアガイドラインに基づくオープンソースの定義の作成を通じて、オープンソースという用語の一般的な教育と提唱を行うことを目的としていた。OSIはオープンソース運動の主要な支持者および提唱者の一つとなっている。
1998年2月、オープンソース運動はOSIによって採用、形式化、主導された。OSIはソフトウェアを「商業ビジネス用途により適したもの」としてマーケティングするために設立された。OSIは米国特許商標庁に「オープンソース」の登録を申請したが、その用語が一般的・記述的であるため却下された。このため、OSIは国内外で「オープンソース」という商標を保有していないが、一般法上の商標権を主張している。
彼らが採用した主要なツールはオープンソースの定義であった。
オープンソースという用語は、1998年2月3日にカリフォルニア州パロアルトで開催された戦略会議で考案され、同年4月8日、Tim O’Reilly's Free Software Summitに出席した参加者たちは、「オープンソース」という用語の使用を推進することに投票した。
全体として、オープンソース運動から生まれたソフトウェア開発は、計算機科学分野に特有のものではなかったが、プロプライエタリソフトウェアに代わるものを開発することに成功してきた。オープンソースコミュニティのメンバーはコードを改良し、既存の多くのプロプライエタリソフトウェアに匹敵するプログラムを作成している。
オープンソース運動で使用されるレトリック的言説は、現在では非専門家ユーザーのより広範なグループや擁護団体を含むように拡大されている。クリエイティブ・コモンズや国際開発機関などのいくつかの組織化された団体もまた、それぞれの目標と目的に応じてオープンソースの概念を採用している。
オープンソース運動の法的形式化に影響を与える要因は、主に著作権、流用、知的財産に関する近年の政治的議論に基づいている。

## オープンソース貢献チームの社会構造
歴史的に、研究者たちはオープンソースの貢献者を中央集権的なタマネギ型のグループとして特徴づけてきた。タマネギの中心には、大量のソースコードとソフトウェア設計の選択によってプロジェクトを推進するコア貢献者が位置している。2番目の層には、プルリクエストやバグ報告に対応する貢献者がいる。3番目の層には、主にバグ報告を提出する貢献者がいる。最も外側の層には、リポジトリをウォッチしてソフトウェアを使用するユーザーが存在する。このモデルは、オープンソースソフトウェアのライフサイクルの理解、オープンソースプロジェクトの貢献者の理解、プロジェクトへの関与レベルに応じたツールの支援、そしてオープンソースソフトウェアの分散的性質が開発者の生産性に与える影響の理解のために研究で用いられてきた。
一部の研究者はこのモデルに異議を唱えている。クロウストンらの研究では、一部のチームは中央集権的ではなく、より分散的なワークフローパターンに従っていることが判明している。著者は、プロジェクトの規模と中央集権性との間には弱い相関があり、小規模なプロジェクトほど中央集権的であり、大規模なプロジェクトほど中央集権性が低い傾向にあると報告している。ただし、著者はバグの報告と修正にのみ着目しているため、このパターンがバグ発見と修正に特有のものなのか、あるいはオープンソースパラダイムのすべての側面において規模の拡大とともに中央集権性が分散されるのかは依然として不明である。
チームの中央集権性と分散性の理解は、ツール設計の指針となり、新たな開発者がチームの動態を理解する助けとなるため重要である。オープンソース開発における懸念の一つは、コア貢献者（タマネギの中心にいる者）を含めた開発者の離脱率の高さである。オープンソースプロジェクトを継続するには、新たな開発者が継続的に参加し、かつプロジェクトに高品質なコードを貢献するために必要なスキルセットを備えていなければならない。オープンソースプロジェクトにおけるGitHubでの貢献を研究したミドルトンらは、貢献者がオープンソースチームの正式メンバー（タマネギの「コア」）に昇格する最大の予測因子は、彼らがプルリクエストを提出し、それにコメントするかどうかであることを発見した。著者らはその上で、GitHubがチームのオープンソースプロジェクトに「チェックボックス」機能を実装することによって、貢献者にこれらの活動への参加を促す支援ができると提案している。

## 若年層の参画
オープンソースコミュニティは、オープンソースプロジェクトの持続可能性と革新性を確保するために若年世代を参画させる重要性を長年にわたって認識してきた。しかし、オープンソース貢献者の高齢化と若い開発者を惹きつけることの難しさについて懸念が提起されている。2010年、著名なLinuxカーネルメンテナーであるジェームズ・ボトムリーは、Linuxカーネルコミュニティの「高齢化」現象を指摘した。この傾向は今日でも続いている。Apache Software Foundation（ASF）会長のデビッド・ナリーは、レガシーコードの保守は若い開発者にとって魅力が薄く、新しく革新的なプロジェクトに取り組むことを好むことを強調した。
オープンソースプロジェクトへの貢献は、開発、ドキュメント作成、国際化などの分野で貴重な経験を提供する可能性があるが、参入障壁がしばしば新規参加者、特に若年層にとって参画を困難にしている。これらの課題には、技術的要因、心理的要因、動機付けの問題などが含まれる。
これらの課題に対処するため、Linux Kernel Mentorship Programのような取り組みが、新しい開発者の募集と育成を目指している。LFX Mentorship Programもまた、さまざまなプロジェクトにおいて次世代のオープンソース開発者およびリーダーを支援・指導することを目的としている。

## プログラマの動機
オープンソース運動の成長と注目に伴い、プログラマが無償でコードを作成する理由と動機が調査対象となってきた。欧州経済学会第15回年次大会におけるオープンソース運動に関する論文では、プログラマの個人レベルおよび企業・ネットワークレベルでのインセンティブが分析された。才能あるプログラマによる本質的に知的な贈与行為は、「自己利益を追求する経済主体パラダイム」に挑戦するものであり、これにより一般市民や経済学者は、プログラマにとっての利益が何であるかを理解しようと模索するようになった。
利他主義
利他主義による説明は限界がある。なぜなら、多少の利他性は存在するものの、プログラマはより慈善的な活動に焦点を当てているわけではないからである。もし無償で働くという寛大さが運動の動機であるならば、公共の利益により大きな影響を与えるはずの生物工学産業などでその傾向が見られないのは奇妙である。
コミュニティによる共有と改善
オンラインコミュニティは、互いの作業に対する継続的な改善、修正、貢献を促進する環境である。プログラマはオープンソースソフトウェアから容易に恩恵を受けることができる。なぜなら、それを公開することで、他のテスターやサブプログラムがバグを除去し、コードを他の目的に合わせて調整し、問題を発見できるからである。このようなオープンソースソフトウェアのピア編集機能は、より優れたプログラムと高いコード標準を促進する。
認知
プロジェクトが特定の個人に関連付けられていない場合でも、貢献者はしばしばプロジェクトのサーバー上で認識され、記録されたり、社会的評価を与えられたりする。このことにより、プログラマーは自身の技能について公に認められ、キャリアの機会や注目を得ることができる。実際、サン・マイクロシステムズとネットスケープコミュニケーションズの創設者たちは、オープンソースプログラマーとしてキャリアを開始した。
自尊心
もし彼らが何らかの形で取るに足らない問題に割り当てられ、それが唯一の可能な作業である場合、彼らは友人や同僚に自分がどれほど困難な問題に取り組んでいるかを示すためだけに、六か月を費やして当惑させるようなアーキテクチャを考案するかもしれない。エゴの満足は、プログラマたちの競争的なコミュニティに起因する動機として指摘されている。OSSコミュニティでは、開発者とユーザーの間に明確な区別が存在せず、すべてのユーザーが潜在的な開発者である。多くのプログラマが、同僚を凌駕したり感心させたりしようとする大規模なコミュニティを形成している。彼らは他のプログラマに自らの作品や業績を賞賛されることを楽しんでおり、それがOSSプロジェクトが無名の才能をリクルートする上でクローズドソース企業よりも優位性を持つ理由の一つとなっている。
創造的表現
個人的な満足は、ソフトウェアを書く行為を創造的自己表現に相当するものと見なすことからも得られる。それは芸術作品を創造することにほぼ等しい行為である。商業ソフトウェア製品の大量生産によって失われた創造性の再発見は、重要な動機となり得る。

## プログラマのジェンダー多様性
オープンソースコミュニティにおけるプログラマの大多数は男性である。2006年に行われたFOSSコミュニティに関する調査では、全貢献者のうち女性はわずか1.5%に過ぎないことが明らかになった。女性はコンピューティング分野全般で過小評価されがちであるが、技術職における女性の割合は実際には約25%と、はるかに高い。この差異は、女性プログラマが男性プログラマに比べてオープンソースプロジェクトに参加する可能性が低いことを示唆している。
オープンソースプロジェクトのメンバーに対する調査やインタビューでは、オープンソースコミュニティにおける男性中心文化が女性にとって歓迎されない、あるいは敵対的であることが記述されている。Outreachyのように、女性およびその他のマイノリティの人々のオープンソースソフトウェア参加を支援する取り組みも存在する。しかし、オープンソースプロジェクトのディスカッションフォーラムでは、ジェンダー多様性に関する話題は非常に論争的であり、時に炎上を引き起こすこともある。オープンソースソフトウェアにおける中心的な理念は、ソフトウェアが個々のコード貢献の実力によって構築・維持されるため、オープンソースコミュニティはメリトクラシーとして機能すべきであるというものである。メリトクラシーにおいては、コミュニティ内での個人の重要性は、年齢、人種、宗教、ジェンダーなどの人口統計的要素ではなく、個々の貢献の質に基づいて決定される。したがって、例えば女性をより歓迎するためにコミュニティを変更しようと提案することは、ジェンダーによってプログラマを対象とすることになり、スキルのみを基準とすべきというメリトクラシーの理想に反する。
ジェンダーがコミュニティ内でのプログラマの認識される実力に影響を与えるという証拠も存在する。2016年の研究では、GitHub上の100万人以上のプログラマのジェンダーを、それぞれのGitHubアカウントと他のソーシャルメディアアカウントをリンクすることで特定した。男性プログラマと女性プログラマを比較したところ、女性プログラマのほうがプルリクエストが受け入れられる可能性が高かったが、それは女性がジェンダーニュートラルなプロフィールを使用している場合に限られていた。名前や画像によって女性であることが特定できるプロフィールを使用していた場合、女性プログラマは男性プログラマに比べてプルリクエストが受け入れられる可能性が低かった。2015年の別の研究では、GitHub上のオープンソースプロジェクトにおいて、ジェンダー多様性がチームの生産性にとって有意にプラスの予測因子であることが示された。すなわち、ジェンダー構成のより均等なオープンソースチームは、より高い生産性を示す傾向があった。
多くのプロジェクトが、マイノリティ開発者へのハラスメント問題に対応するため、コントリビューター行動規範を採用している。この行動規範に違反した者は、懲戒処分を受け、最終的にはプロジェクトから除名される可能性がある。
少数派への配慮のため、多くのソフトウェアプロジェクトがインクルーシブ・ランゲージと用語の使用を義務付けるようになった。

## オープンソースの採用
図書館
図書館は、情報および図書館サービスを開発するためにオープンソースソフトウェアを使用している。この目的は、より低コストで信頼性が高く、優れた品質のソフトウェアを提供することである。オープンソースソフトウェアが非常に求められる理由の一つは、無料である点にある。特に図書館は、この運動が提供するリソースから多くの恩恵を受けている。図書館もまた、他者のリソースを通じて新しい情報を学び、理解するという理念を推進している。オープンソースはコミュニティ意識を促進し、誰でもさまざまなトピックに関する情報を提供できる機会を与えている。オープンソースツールは、図書館がウェブベースのカタログを作成することを可能にしており、さまざまな図書館プログラムがこれにより恩恵を受けている。
政府機関およびインフラソフトウェア
政府機関は、LinuxやApache HTTP Serverのようなオープンソースインフラソフトウェアをソフトウェアに取り入れ、情報管理に活用している。2005年には、「National Center for Open Source Policy and Research (NCOSPR)」という名称で新たな政府ロビー団体が設立された。この非営利団体は、政府のIT企業におけるオープンソースソフトウェアソリューションの利用促進を目的としている。
軍事におけるオープンソース
オープンソース運動は軍事分野においても支援の可能性を秘めている。オープンソースソフトウェアは、誰でも改善のために変更を加えることができる。この仕組みは、人々が協力してコスト効率の高い方法でソフトウェアを発展させることを促す招待である。軍がオープンソースに関心を持つ理由は、このソフトウェアによってスピードと柔軟性を高めることが可能であるためである。誰でもソフトウェアを変更できるという事実により、セキュリティ上の課題は存在するものの、その利点は欠点を上回る可能性がある。オープンソースプログラムが迅速に修正可能であるという点は極めて重要である。
この理論を検証するために支援グループが結成された。Mil-OSSは2009年に組織され、120人以上の軍関係者が参加した。彼らの目的は、軍のソフトウェア開発者および契約業者を結集し、再利用および共同作業に関する新たなアイデアを発見することであった。総じて、軍事におけるオープンソースソフトウェアは、潜在的な欠点はあるものの、それらが利点を打ち消すには至らない興味深いアイデアであるとされた。
教育におけるオープンソース
大学や団体は主にオンラインで学生を教育するためにソフトウェアを使用している。オープンソース技術は、これらの団体が行政ソフトウェアシステムを提供する企業に支払うコストを削減できるため、多くの機関で採用されている。オープンソースシステムを採用した最初の主要な大学の一つがコロラド州立大学であり、その後多くの大学が続いた。コロラド州立大学のシステムは、オープンソース行政システムの主要なプレーヤーとなったKuali Foundationによって作成された。Kuali Foundationは、「高等教育のために、そして高等教育によってオープンソースソフトウェアを構築し、維持することを目指す団体」と自らを定義している。Kuali Foundation以外にも教育においてオープンソースのツールが使用されている例は多く存在する。
「教育者にとって、オープンソース運動は、学生に学んでいる理論を適用する方法を教えるために使用できるソフトウェアへのアクセスを提供した」。オープンネットワークとソフトウェアにより、教師はコミュニティ内で授業や講義、その他の教材を共有することができる。OpenTechCommは、「アクセス可能で、使用可能で、編集可能な — 教育者が学生に無料で提供できる教科書や教育資源」を提供することに専念したプログラムである。前述のように、このようなプログラムへのアクセスは、教育部門にとって非常にコスト効率が良い。
医療におけるオープンソース
2009年6月に非営利団体eHealthNigeriaによって作成されたオープンソースソフトウェアOpenMRSは、ナイジェリアの医療記録の管理に使用されている。このソフトウェアは、ナイジェリアのカドゥナで公衆衛生の目的で導入され、患者に警告が必要な兆候が現れた際に医療従事者に通知したり、出生や死亡を日々記録する機能を管理している。このソフトウェアは、第一世界の国々で使用されている複雑な専用医療ソフトウェアに比べて、初心者でも使いやすいため成功を収めている。これはオープンソースソフトウェアとしてコミュニティで開発され、誰でも自由に使用できる。現在、OpenMRSはルワンダ、モザンビーク、ハイチ、インド、中国、フィリピンで使用されている。オープンソースの医療分野への影響は、用語やデータの相互運用ソリューションを提供する「Apelon Inc」によっても確認されている。最近、同社のDistributed Terminology System（Open DTS）は、オープンソースのMySQLデータベースシステムのサポートを開始した。これにより、オープンソースソフトウェアが医療分野で使用され、専用の高額な医療ソフトウェアへの依存が減少した。オープンソースソフトウェアのおかげで、医療業界は標準を実装するためのソリューションを手に入れた。オープンソースは医療を経済的に支援するだけでなく、専用ソフトウェアへの依存を減少させることで、開発者に関わらずさまざまなシステムを統合しやすくしている。

### 企業

#### IBM
当初、IBMはオープンソースソフトウェアに関わる企業ではなかった。IBMは1990年代には知的財産権や他のプライベートなソフトウェア手段を信じていた。引用によると、IBMが競争市場、特にマイクロソフトからの挑戦を受けて、オープンソースソフトウェアにリソースを投資する決断に至った。それ以来、彼らの焦点は顧客サービスや、より強固なソフトウェアサポートに移った。IBMはOpen Source Initiativeの主要な支持者となり、1998年にLinuxのサポートを開始した。

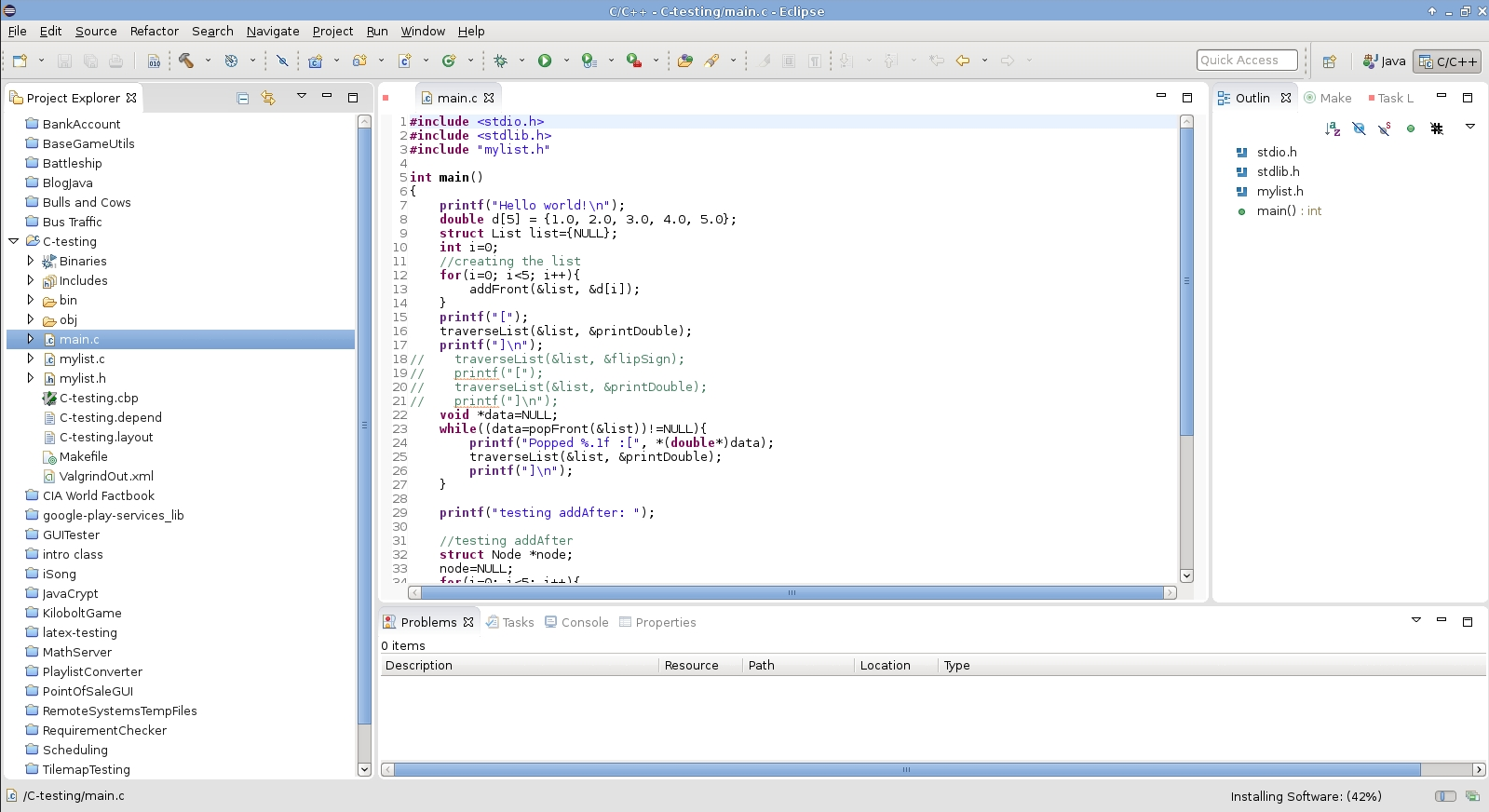
IBMがオープンソースとして公開したEclipse

別の例として、IBMはEclipseをオープンソースとして公開することを決定し、その結果、Eclipseの人気と市場への普及により、他の企業も自社のIDEを公開することとなった。

#### マイクロソフト
2008年の夏以前、マイクロソフトは一般的にオープンソースコミュニティの敵と見なされていた。同社の反オープンソース感情は、元CEOのスティーブ・バルマーによって強化され、バルマーは広く使用されているオープンソースソフトウェアであるLinuxを「それが触れるものすべてに付着する癌」と呼んでいた。また、マイクロソフトはLinuxに対し、235の特許を侵害した場合にロイヤリティを請求すると脅迫した。
2004年、マイクロソフトは欧州連合の裁判で敗訴し、2007年の控訴も敗訴した。さらに、2012年の控訴でも敗訴し、支配的地位を乱用したとして有罪判決を受けた。特に、同社はオープンソースのSambaプロジェクトとの相互運用性情報を提供せず、相互運用性の障壁を取り除くことを目的とするプロジェクトを妨げていた。
しかし、2008年にサム・ラムジ（当時のマイクロソフトオープンソース戦略責任者）は、ビル・ゲイツと密接に連携し、ソフトウェア業界内およびマイクロソフトでオープンソースに対する積極的な姿勢を育むことに取り組み始めた。ラミジは2009年に会社を去る前に、マイクロソフトのオープンソースへの理解と関与を深め、それはMicrosoft Azureなどのプロジェクトへのオープンソースコードの貢献として現れている。これらの貢献は、以前のマイクロソフトでは考えられなかったものである。マイクロソフトのオープンソースに対する姿勢の変化と、より強力なオープンソースコミュニティを構築するための努力は、オープンソースの採用と適応の進展を示している。